# 天主教吉安教区
天主教吉安教區（拉丁語：Dioecesis Chinganensis）是天主教在中國江西省南部設立的的一個教區，屬於江西教省。。

## 概況
1946年4月11日，聖座在中國設立聖統制，吉安宗座代牧區升格為吉安教區，屬於江西教省。
1950年，吉安教區信徒人數為24,232人、17個堂區、50座聖堂、25位司鐸（9位教區司鐸、16位修會司鐸）、34位修士和20位修女。教座位於江西省吉安市的上新碼頭主教座堂。現時，教區自1973年後，教區主教之位一直處於教座出缺狀態。

## 历史
1879年8月19日，教廷宣布，从江西代牧区分设江西南境代牧区，教区主教驻吉安上新码头教堂，首任宗座代牧主教是法国籍遣使会会士王吾伯。1920年8月25日，江西南境代牧区更名为吉安代牧区。1924年12月3日，更名为吉安府代牧区。1946年4月11日，吉安府代牧区升格为吉安教区。
1952年，吉安教区并入南昌教区。

## 歷任主教

### 江西南境宗座代牧
- 王吾伯主教, C.M.（1879年8月19日-1887年9月7日）：法國藉[6]
- 順其衡主教, C.M.（1887年9月7日-1907年5月3日） ：法國藉，1907年出任河北直隸西南宗座代牧。[7]

### 吉安府宗座代牧
- 徐则麟主教, C.M.（1907年7月3日-1931年10月15日）：法國藉[8]
  - 助理宗座代牧梅雅誼主教, C.M.（1928年7月16日-1931年10月15日）：法國藉
- 梅雅誼主教, C.M.（1931年10月15日-1946年4月11日）：法國藉[9]

### 吉安主教
- 梅雅谊主教, C.M.（1946年4月11日-1973年1月29日）：法國藉，1951年5月驅逐出境。
- 教座出缺（1973年-現在）